# Duits viltkruid
Duits viltkruid (Filago vulgaris, synoniem: Filago germanica) is een eenjarige plant, die behoort tot de composietenfamilie (Asteraceae). De soort staat op de Nederlandse Rode lijst van planten als een soort die in Nederland vrij zeldzaam en stabiel of toegenomen is. Het aantal chromosomen 2n = 28.
De plant wordt 10–40 cm hoog en is grauwwit, wollig-viltig behaard. Het 1–3 mm brede blad is liniaal-lancetvormig, is onder het midden het breedst en heeft vaak een golvende bladrand. De bladeren zijn meestal korter dan de kluwens.
Duits viltkruid is eenhuizig en bloeit van juli tot in de herfst met 1–4 cm grote kluwens, die meestal uit 20–40, 1,5–2 mm grote hoofdjes bestaan. De buisbloemen zijn geelachtig-wit. De bodem van het bloemhoofdje heeft geen stroschubben. De omwindselbladeren hebben een rechte top en iets onder het midden een halve maanvormige, rode vlek. De middelste omwindselbladeren hebben een gewelfde rug en zijn praktisch kaal.

## Verspreiding
Duits viltkruid komt van nature voor in Europa en West-Azië. De plant heeft voorkeur voor matig droge, lemige of iets kalkhoudende zandgrond. Hij komt vooral voor als pioniervegetatie op ruderale terreinen en schrale graslanden. De soort maakt deel uit van de vogelpootje-associatie en van de associatie van strandduizendguldenkruid en krielparnassia.
De plant kwam in de tijd dat het middeleeuwse drieslagstelsel in gebruik was veel voor. Na twee jaar teelt van gebruiksgewas liet men het bouwland een jaar braak liggen om te herstellen. Typische akkerkruiden zoals Duits viltkruid tierden dan welig. Door veelvuldig gebruik van kunstmest en bestrijdingsmiddelen werden deze soorten zeldzaam.

## Afbeeldingen

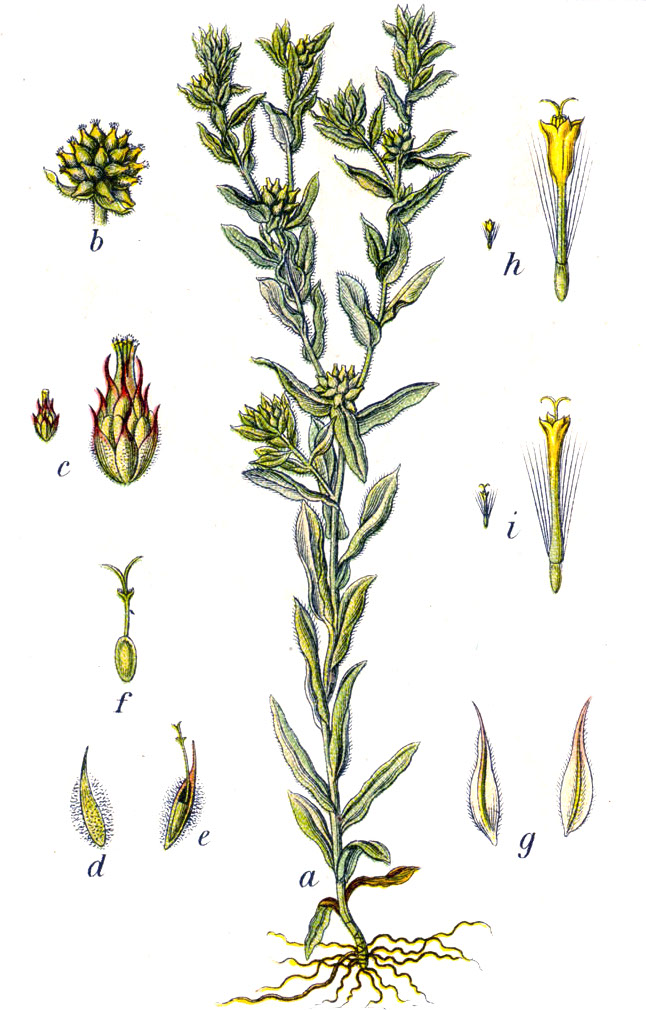
Afbeelding uit Sturm. b = een kluwen, c = een hoofdje
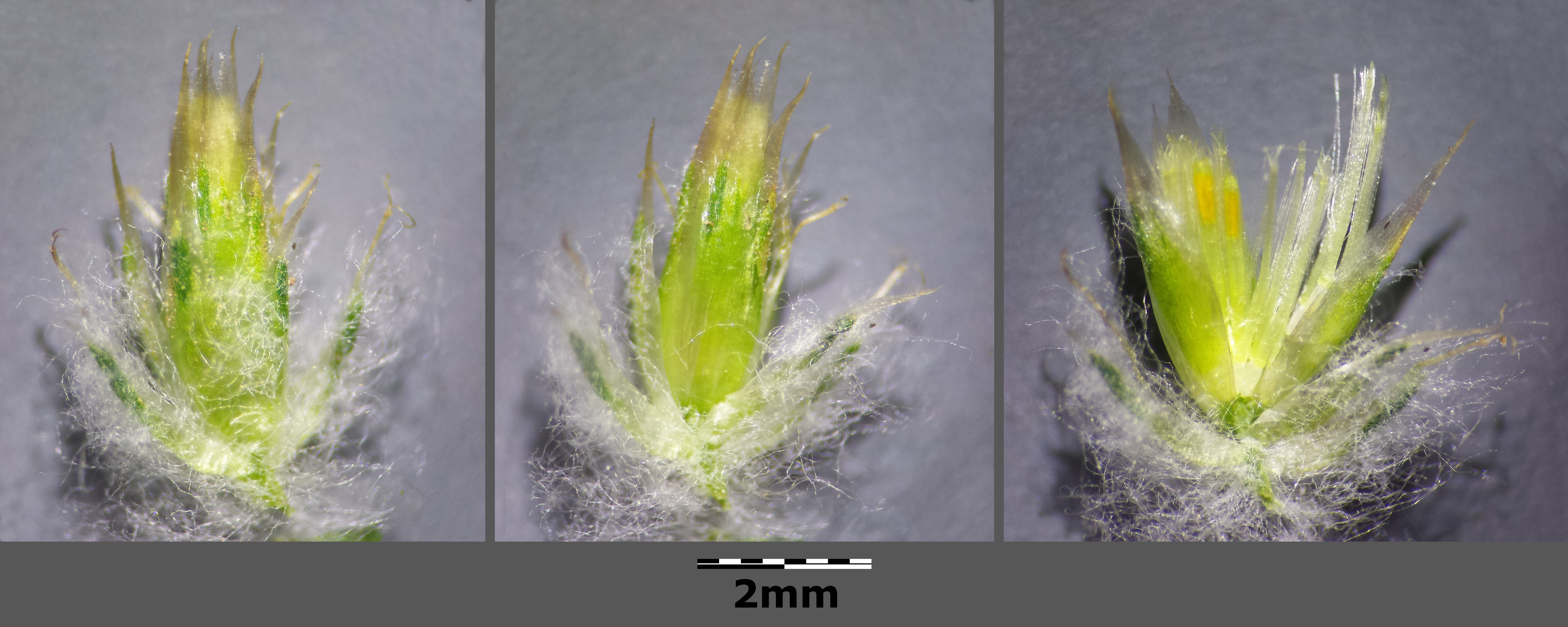
Hoofdje: van links naar rechts steeds verder opengemaakt
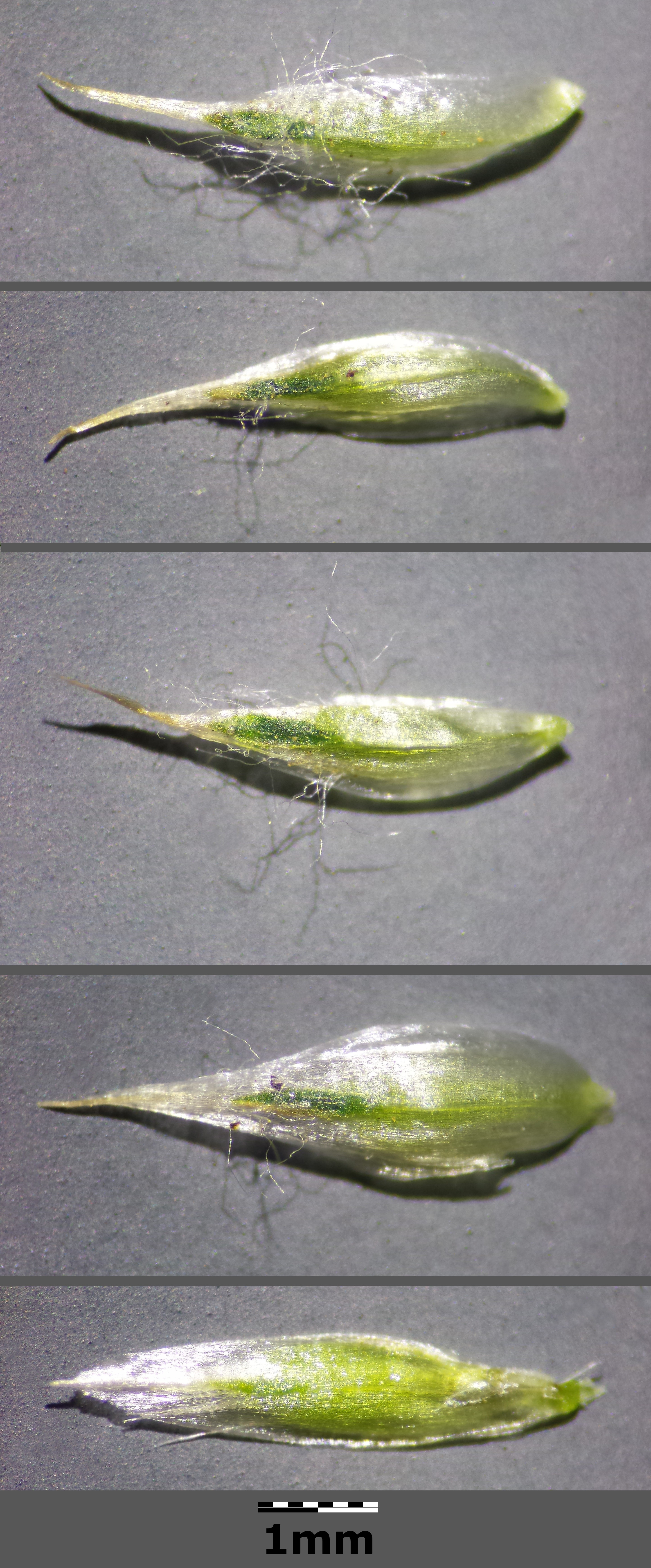
Hoofdje: omwindselblaadjes van buiten (boven) naar binnen (onder)